# Gouvernement Banny II
Ne doit pas être confondu avec Gouvernement Banny I.
Deuxième République
Banny I Soro I
Le gouvernement de Charles Konan Banny II formé le 16 septembre 2006 est le 9e Gouvernement de la deuxième république de Côte d'Ivoire.
- Le décret N° 2006-307 du 16 septembre 2006 porte sur la nomination des membres du Gouvernement
- Le décret N°2006-306 du 16 septembre 2006 porte sur la nomination du Premier Ministre
- La décision N°2006-00 1 du 15 septembre 2006 établit la liste des membres du Gouvernement

## Composition
- Premier ministre : Charles Konan Banny - PDCI
- Ministre de l'Économie et des Finances : Charles Konan Banny - PDCI
- Ministre de la Communication : Charles Konan Banny - PDCI

### Ministres d'État
- Ministre de la Reconstruction et de la Réinsertion : Guillaume Soro (MPCI)
- Ministre du Plan et du Développement : Bohoun Bouabré (FPI)

### Autres ministres
- Ministre de la Défense : René Aphing Kouassi  (PDCI)
- Garde des sceaux, ministre de la Justice et des Droits de l'homme : Mamadou Koné
- Ministre des Affaires étrangères : Youssouf Bakayoko (PDCI)
- Ministre de l'Intérieur : Joseph Dja Blé
- Ministre de l'Administration du Territoire: BAMBA Cheick Daniel
- Ministre de l'Agriculture : Amadou Gon Coulibaly (RDR)
- Ministre des Mines et de l'énergie : Léon Emmanuel Monnet  (FPI)
- Ministre de la Construction, de l'Urbanisme et de l'Habitat : Marcel Amon-Tanoh (RDR)
- Ministre de la Réconciliation nationale et des Relations avec les institutions : Sébastien Djédjé Dano  (FPI)
- Ministre des Infrastructures économiques : Patrick Achi  (PDCI)
- Ministre de la Santé et de l'hygiène publique : Rémi Allah Kouadio (PDCI)
- Ministre de l'Éducation nationale : Michel Amani N'Guessan
- Ministre de l'Enseignement supérieur et de la recherche scientifique : Ibrahim Cissé Bacongo
- Ministre de l'Enseignement technique et de la Formation professionnelle : Youssouf Soumahoro (MJP)
- Ministre de la Fonction publique, de l'Emploi et de la Réforme administrative : Hubert Oulaye
- Ministre des Transports : Abdel Aziz Thiam
- Ministre de la Coopération et de l'Intégration africaine : Albert Mabri Toikeusse
- Ministre de la Culture et de la Francophonie Théodore Mel Eg  (UDCY)
- Ministre de la Solidarité et des victimes de guerre : Louis-André Dacoury-Tabley (PDCI)
- Ministre de la Production animale et des Ressources halieutiques : Alphonse Douati (FPI)
- Ministre de l'Environnement, des Eaux et Forêts : Jacques Andoh
- Ministre de la Famille et des Affaires sociales : Jeanne Adjoua Peuhmond (RDR)
- Ministre de la Lutte contre le Sida : Christine Adjobi (FPI)
- Ministre de l'Industrie et du Secteur privé : Amah Marie Tehoua
- Ministre du Commerce : Moussa Dosso  (MPCI)
- Ministre du Tourisme et de l'artisanat : Amadou Koné
- Ministre des Droits de l'Homme : Victorine Gboko Wodié (PIT)
- Ministre de la Culture et de la Francophonie : Malan Messou (PDCI)
- Ministre des Nouvelles Technologie et des Télécommunications de l'Information et de la Communication : Hamed Bakayoko (RDR)
- Ministre de la Jeunesse, de l'Éducation civique et des Sports : Dagobert Banzio (PDCI)

### Ministres délégués
- Ministre délégué auprès du Premier ministre chargé de l'Économie et des Finances : Charles Koffi Diby
- Ministre délégué auprès du Premier ministre chargé de la Communication : Martine Coffi-Studer

### Secrétaires d'états
- Auprès du Premier Ministre
  - Chargé de la Bonne gouvernance : Ginette Yoman
  - Chargé de la Protection Civile : Noël Yao

## Galerie
| Image | Fonction                                                            |  | Nom                 | Parti |
| ----- | ------------------------------------------------------------------- |  | ------------------- | ----- |
|       | Premier ministre                                                    |  | Charles Konan Banny | PDCI  |
|       | Ministre d'État, ministre de la Reconstruction et de la Réinsertion |  | Guillaume Soro      | FNCI  |
|       | Ministre de l'Économie, des Finances et de la Communication         |  | Charles Konan Banny | PDCI  |